# میکائیل لورت
میکائیل لورت (انگلیسی: Mickaël Lauret؛ زادهٔ ۱۵ نوامبر ۱۹۷۷) بازیکن فوتبال اهل فرانسه است.